# 林奈穂
林 奈穂（はやし なほ）は、日本のラジオパーソナリティー･MC。

## 概要
東京都出身。日本語のほか、英語とポルトガル語も話す。
学生時代よりFM番組のパーソナリティーとして活動。のちに一般企業（外資系大手広告代理店）に就職。のちにパーソナリティーとして復帰。趣味は音楽鑑賞（ブラジル音楽を始め、ジャンルを問わず）、映画鑑賞、歌舞伎鑑賞、アンティーク収集、旅行、ダンス。

## 略歴
- 獨協大学外国語学部在学中からラジオ番組（FMヨコハマ）のDJの活動を開始。
- 上智大学大学院球環境研究学部地球環境研究科にてブラジルの環境と開発問題を研究。

## 出演番組

### TV番組
- SHOWBIZ COUNTDOWN（テレビ愛知製作、テレビ東京系）ナビゲーター

### TVCM
- Honda Life
- アミノバイタル
- 東海東京証券　オルクドール

### ラジオ
- サウジサウダージ(SAUDE! SAUDADE...)（J-WAVE）ナビゲーター
- スクイーズ･アイランド(Squeeze Island)（FM Yokohama）ナビゲーター
- ユーレディオ(CRJ U-Radio)（FM Yokohama）ナビゲーター
- アップ＆カミング(UP & COMING)（FM FUJI）ナビゲーター
- J-WAVE 事業スポットCM
- FMyokohama 事業スポットCM

### ラジオCM
資生堂TSUBAKI ヘッドスパ　スパークリングセラム（J-WAVE）
Docomo （J-WAVE）
CCレモン（J-WAVE）

### MC (司会）
- Disney on classic まほうの夜の音楽会･プレス発表会
- シンガポール政府観光局観光フェア
- 日本歯周病学会学術大会
- 日米医学医療財団･記念式典
- 日本医療機器工業会･京都ISO学会記念祝賀会
- 日本医療機器工業会40周年記念講演･記念祝賀会
- 2001年2月11日～2010年2月11日　J-WAVE SAUDE SAUDADE CARNAVAL
- 2006年4月8日～14日　シンガポール政府観光局主催「シンガポール・フード＆カルチャーフェスティバル」
- 2008年12月　東京都現在美術館　宮沢和史「BRASIL-SICK」発売記念記者会見
- 2012年11月～2015年11月　日本医療福祉設備学会ランチョンセミナー
- 2015年11月　第4回IAMPOV国際シンポジウム　（英語MC）